# Palmenhaus (Schönbrunn)
La Palmenhaus, Casa de las Palmeras es el invernadero más destacado de los cuatro del Parque del Palacio de Schönbrunn y, junto con los Jardines de Kew y la Casa de las Palmeras de Frankfurt, uno de las tres más grandes de su época del mundo. Alberga alrededor de 4500 especies de plantas y es administrado desde 1918 por Federal Gardens , un departamento de lo que ahora es el Ministerio de Vida.

## Historia

### Antecedentes
En 1753, el emperador Francisco I, esposo y corregente de María Teresa, compró un área en el lado oeste del parque del palacio del municipio de Hietzing, en el que dispuso un jardín holandés . Adrian van Steckhoven y su asistente Richard van der Schot construyeron un gran invernadero en el norte y cuatro invernaderos en el oeste del área, que se dividió en tres áreas:
El "jardín de flores", con plantas exóticas en el norte y el huerta al sur (en el que también se cultivaba fruta en espaldera), y en el extremo sur una huerta .
El núcleo de la colección exótica, incluida la original "Maria Theresa Palm", una palmera de abanico, se compró en 1754 en Holanda. Debido a la pasión por el coleccionismo de los Habsburgo (en particular, las expediciones de Jacquin a las Indias Occidentales y de Franz Boos y Georg Scholl al Cabo de Buena Esperanza trajeron un crecimiento significativo), la ampliación del invernadero en dos alas y la construcción de tres más los invernaderos ya eran necesarios bajo José II, más tarde siguieron dos objetos más. En 1828 se construyó cerca la Old Palm House . No faltaron cuidadosos éxitos, aunque el frente de vidrio orientado al este de este edificio de ladrillo fue perjudicial para el cultivo adecuado de las plantas que demandan luz, pero a más tardar en la Exposición Universal de Viena quedó claro que solo una construcción de hierro completamente vidriado podría crear condiciones óptimas. Con la excepción de Old Palm House, que está fuera de los caminos trillados, todas las casas de vidrio al suroeste del palacio fueron demolidas en el curso del nuevo edificio.

### Monarquía
Después de solo dos años de construcción, el emperador Francisco José I inauguró el junio de 1882. Fue  construido por el cerrajero de la corte y constructor de hierro Ignaz Gridl según los planos del arquitecto de la corte y experto en construcción de puentes Franz-Xaver von Segenschmid . Sigmund Wagner fue el responsable de la estática.

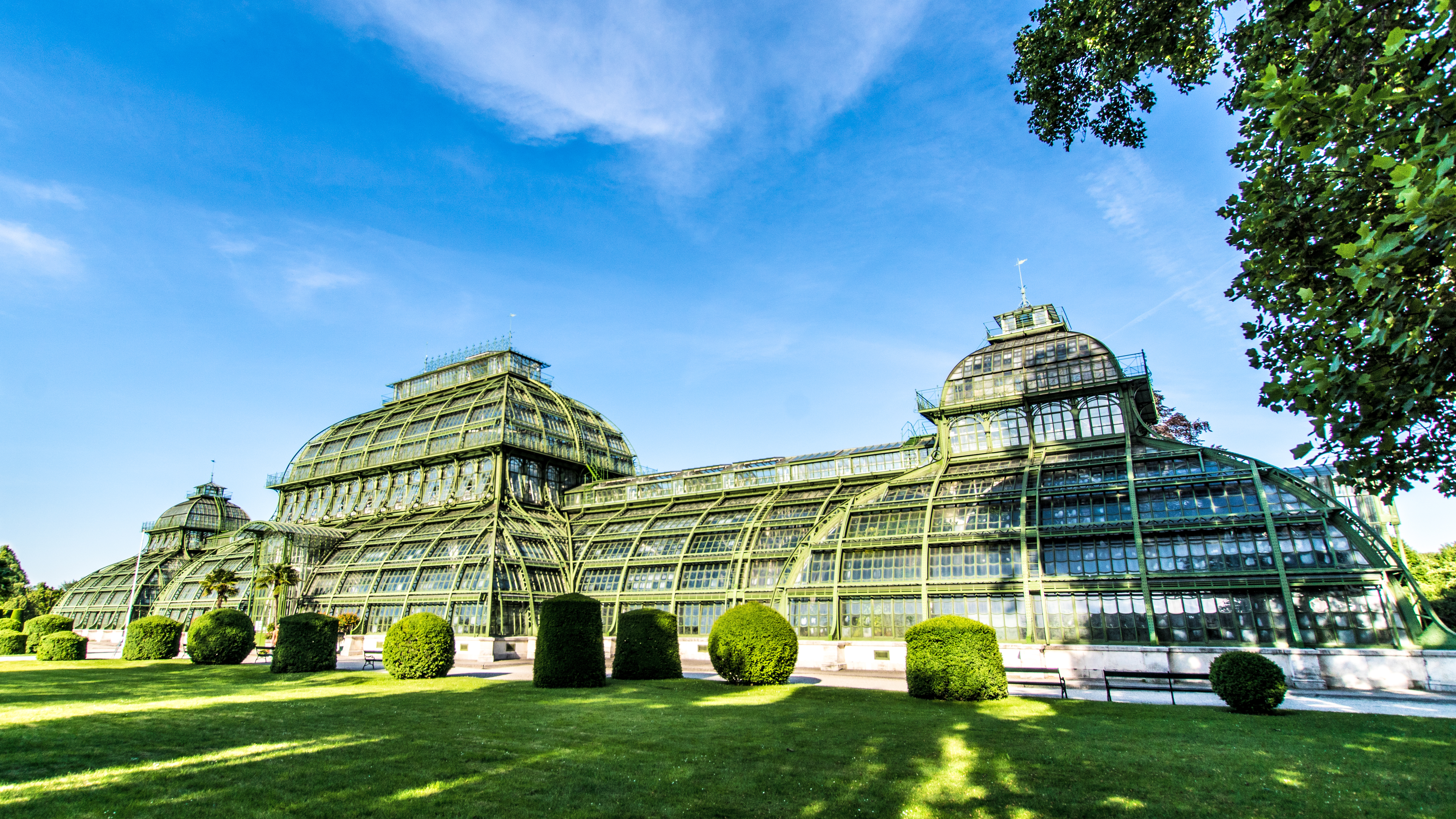

El edificio recibió críticas mixtas de la prensa. Además de reportajes muy halagadores, como poemas:
Como os quiero techos, oh caparazón de cristal abrigas la diversidad y abundancia de la tierra...
también hubo críticas al "Palacio de Cristal" de 100.000 florines de los Habsburgo . El Wiener Illustrated Gartenblatt señaló:
Todo el edificio, compuesto de excelente hierro y vidrio local, parece haber resultado demasiado macizo en solo unas pocas partes. Con sus tres cúpulas, recuerda a la sala de una estación de tren que ha quedado demasiado bonito. 
El inspector de jardines de la corte Adolf Vetter fue responsable del diseño hortícola, que completó en marzo de 1883. El mayor problema fue la reubicación de la palmera de Schönbrunn más alta, una Livistona chinensis, de la antigua casa de palmeras a la nueva. Este más tarde llamado Maria Theresa Palm, probablemente por sentimentalismo, formó el centro del nuevo edificio hasta que se volvió demasiado grande en 1909 y tuvo que ser reemplazado. Antes de eso, la habían colocado en ángulo con cables de acero para darle un respiro. Sus tres sucesores también fueron referidos como Maria Theresa Palm .

Durante la Primera Guerra Mundial, la Casa de las Palmeras estuvo abierta en su mayor parte, ya que se utilizó como invernadero para hortalizas en 1914-1915 y, por lo tanto, no se podía visitar. Los ingresos se transfirieron parcialmente al "fondo de apoyo a los jardineros necesitados y sus viudas". Debido a la falta de trabajadores varones, a partir de 1915 se contrataron ayudantes para las labores de jardinería, y también una secretaria para el servicio de oficina.

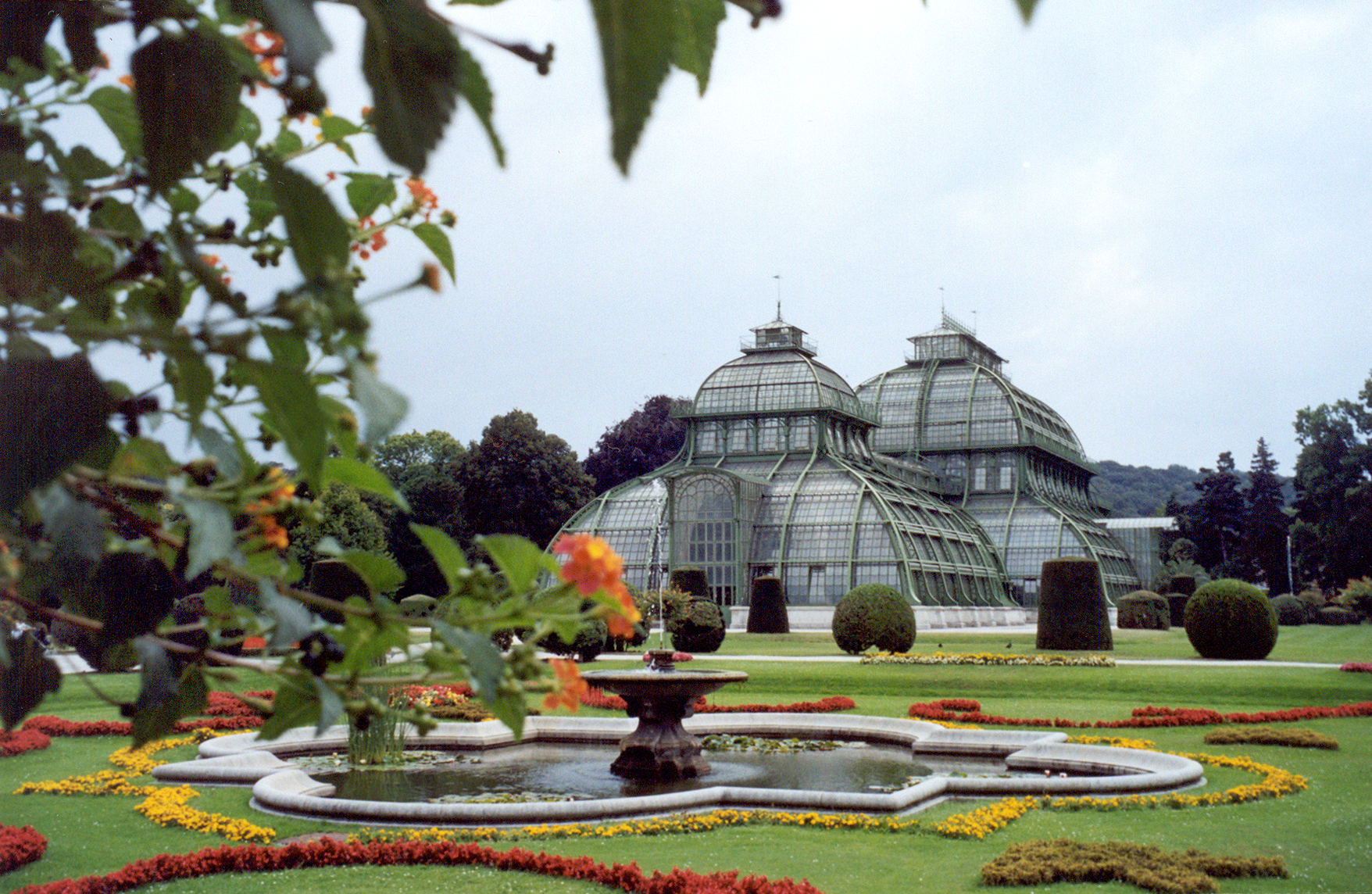
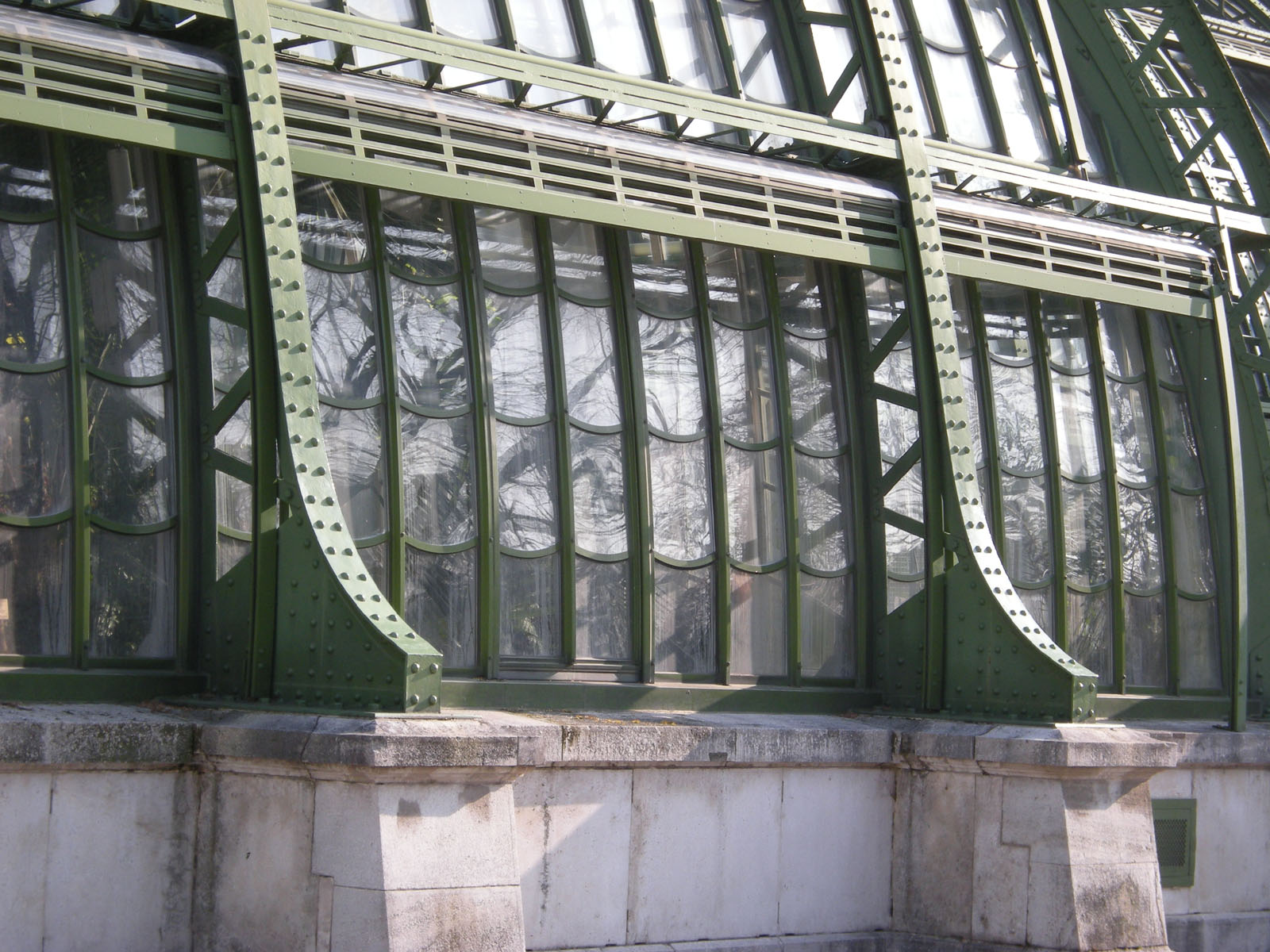
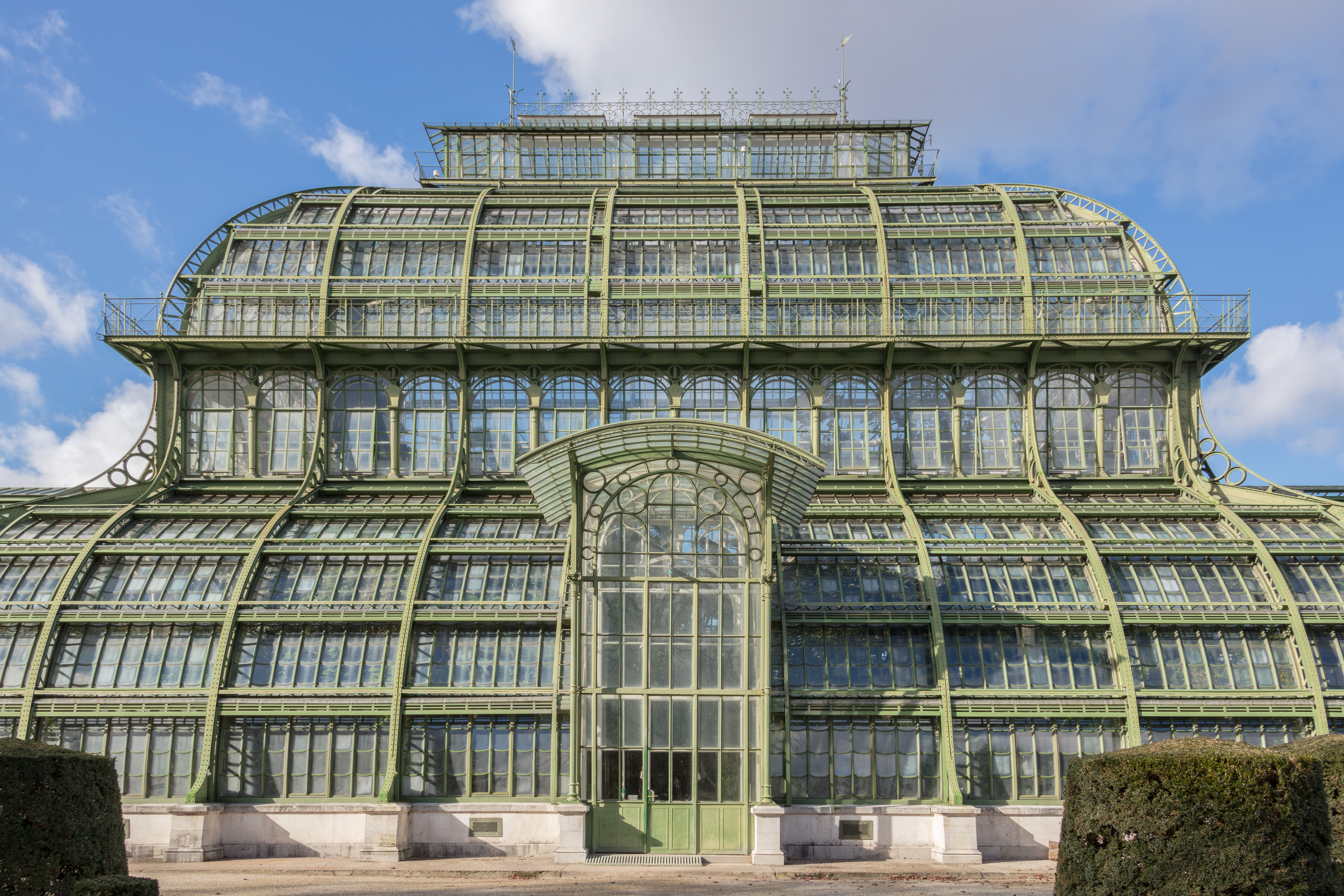
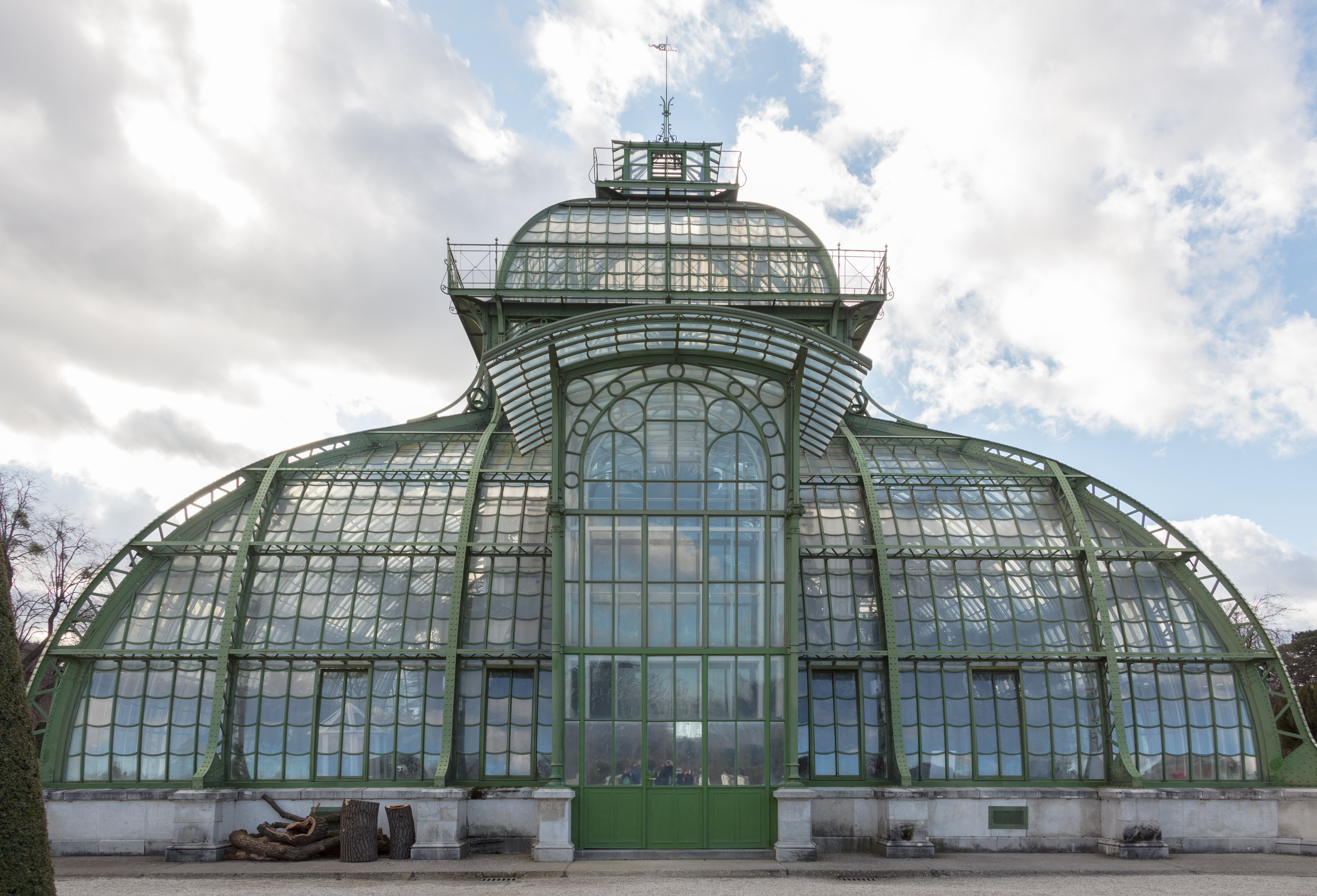
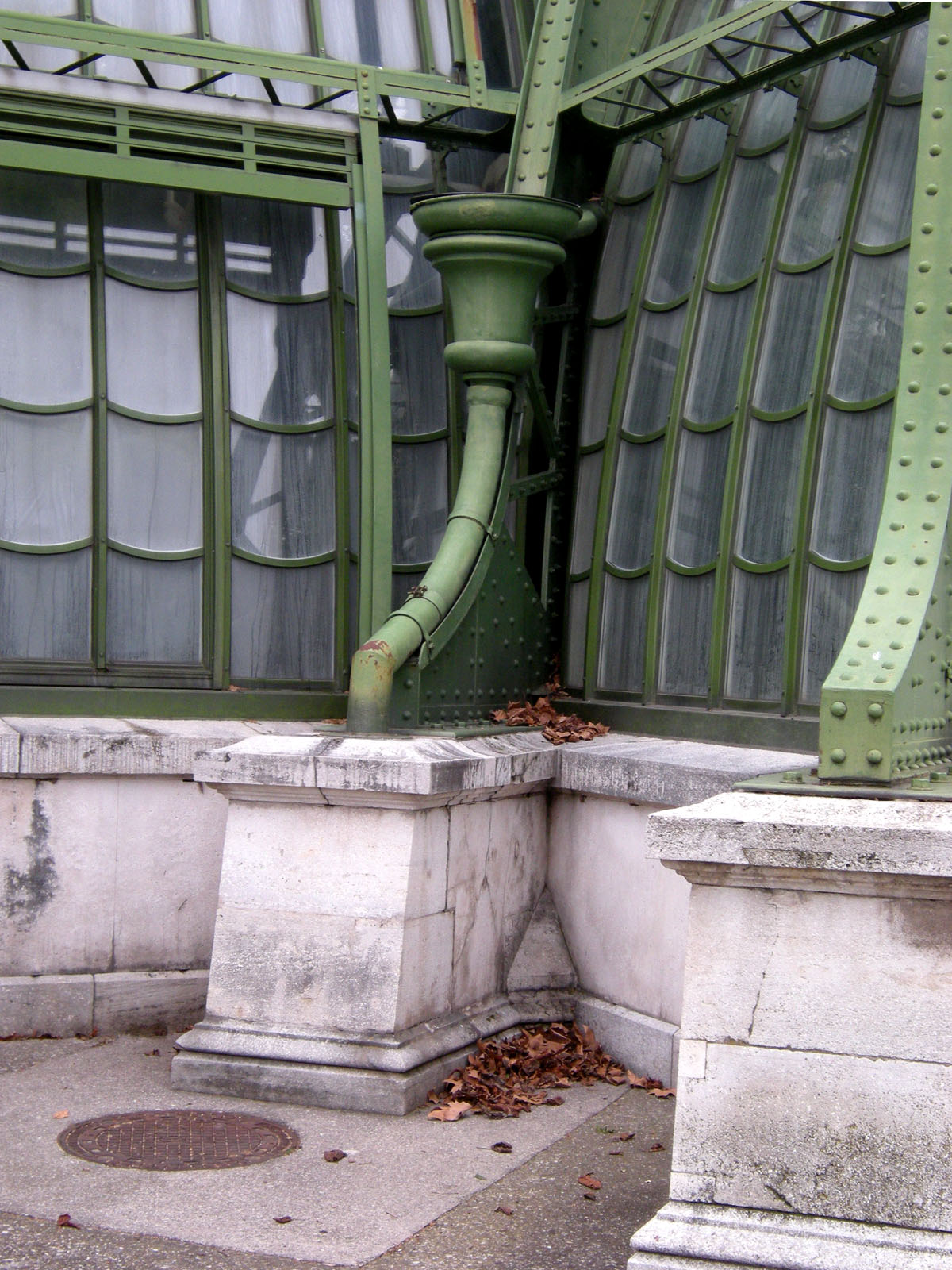
colector de agua de lluvia

### Primera República
Casa de las Palmeras para "evitar que se dañaran las plantas al abrir las puertas" o, en otras palabras, para ahorrar en gastos de calefacción. Por la misma razón, por cierto, la entrada para el público estaba inicialmente en el lado norte, es decir, en la casa fría.
Con el fin de la monarquía del Danubio, , los Jardines Imperiales y de la Corte Real se convirtieron en los  Jardines Federales .  Durante el invierno de 1923, no se permitió que las clases escolares visitaran la casa de palmeras para "evitar daños a las plantas al abrir las puertas", o en otras palabras, para ahorrar en costos de calefacción. Por cierto, por la misma razón, la entrada para el público estaba inicialmente en el lado norte, es decir, en la casa fría.

### 1939-1945
Durante un bombardeo el 21 de febrero de 1945, más de 200 bombas cayeron en el recinto del Palacio de Schönbrunn. 
Durante un atentado con bomba el 21 de febrero de 1945, más de 200 bombas cayeron sobre los terrenos del Palacio de Schönbrunn. El acristalamiento de la Casa de las Palmerasse rompìó casi completamente. . Algunas plantas valiosas se salvaron porque pudieron alojarse en la vecina Casa del Reloj de Sol, otras (algunas grandes palmeras y helechos arbóreos) sobrevivieron a las temperaturas, que en ocasiones alcanzaron los -7 °C. Muchas cosas, incluyendo la palma central, perecieron.

### Segunda República
En 1948 se inició la reconstrucción de la casa de las palmeras. Se usaron cinco carretadas (aproximadamente 55 toneladas) de masilla para ventanas para instalar los 45,000 paneles dobles de vidrio. Debido a la mala situación general del suministro, los daños por corrosión ya conocidos no pudieron ser tratados.
El diseño del jardín comenzó en octubre de 1952 y la ceremonia de apertura tuvo lugar el 14 de abril de 1952. enero de 1953, concretamente (durante dos días) como un salón de baile exclusivo con una pista de baile especialmente construida. Sólo después se amontonó la tierra para la mayor parte de la plantación. En aquella época, la palmera, que más tarde se llamó palmera de Sisi, también se colocó en el centro de la casa.
Después del colapso del Reichsbrücke el 1 de agosto de 1976, se revisaron todos los puentes y construcciones de acero en Viena y también se encontraron defectos graves en la casa de palmeras. En noviembre de ese año, la estructura se cerró al público y los jardineros solo podían trabajar con cascos.
Después de casi diez años de debate técnico y político sobre las medidas óptimas de rehabilitación del edificio protegido, la obra finalmente se completó el 12. comenzó en mayo de 1986. Una de las razones de la engorrosa preparación fue que el trabajo solo podía realizarse durante la estación cálida porque el edificio era indispensable como hogar de invierno para muchas de las plantas de Schönbrunn.
La obra, en la que la empresa Waagner Biro, que se remonta al ingeniero de estructuras de 1880, tuvo un papel destacado, tuvo por tanto que realizarse por secciones y por etapas. Comenzaron en el ala norte. Con el apoyo del ejército, la palmera que se colocó debajo de la cúpula norte se pudo mover de la cámara frigorífica a la sala central, donde las palmeras más grandes estaban tan firmemente enraizadas que tuvieron que permanecer sin moverse durante todo las obras. . La palmera datilera canaria, que pesa unas ocho toneladas, fue trasladada a la casa del reloj de sol mientras duraron las obras de renovación.

## Descripción
Construida con aproximadamente 600 toneladas de hierro forjado y 120 toneladas de hierro fundido, la Casa de las Palmeras tiene 111 metros de largo, 29 metros de ancho y 25 metros de alto. Está cubierto con 45.000 paneles de vidrio.
El edificio central, de planta rectangular y curvo en el exterior, está unido al norte y al sur por dos anexos de planta cuadrada, conocidos como la "Casa Fría" y la "Casa Tropical". Originalmente, estas tres secciones estaban separadas por paredes de cristal móviles, pero más tarde por otras fijas.
De hierro forjado, se apoya en columnas de hierro fundido en el interior del edificio.

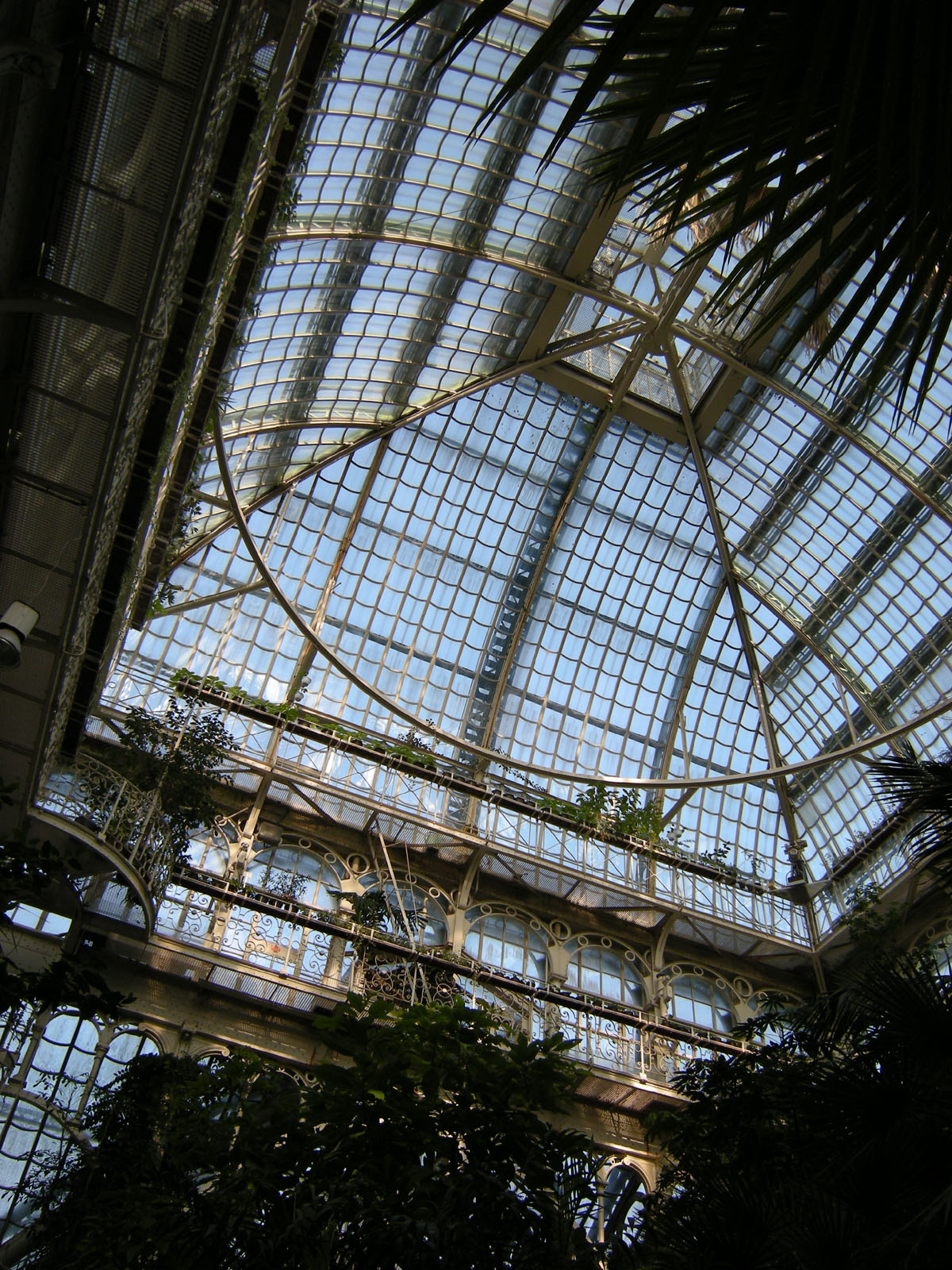
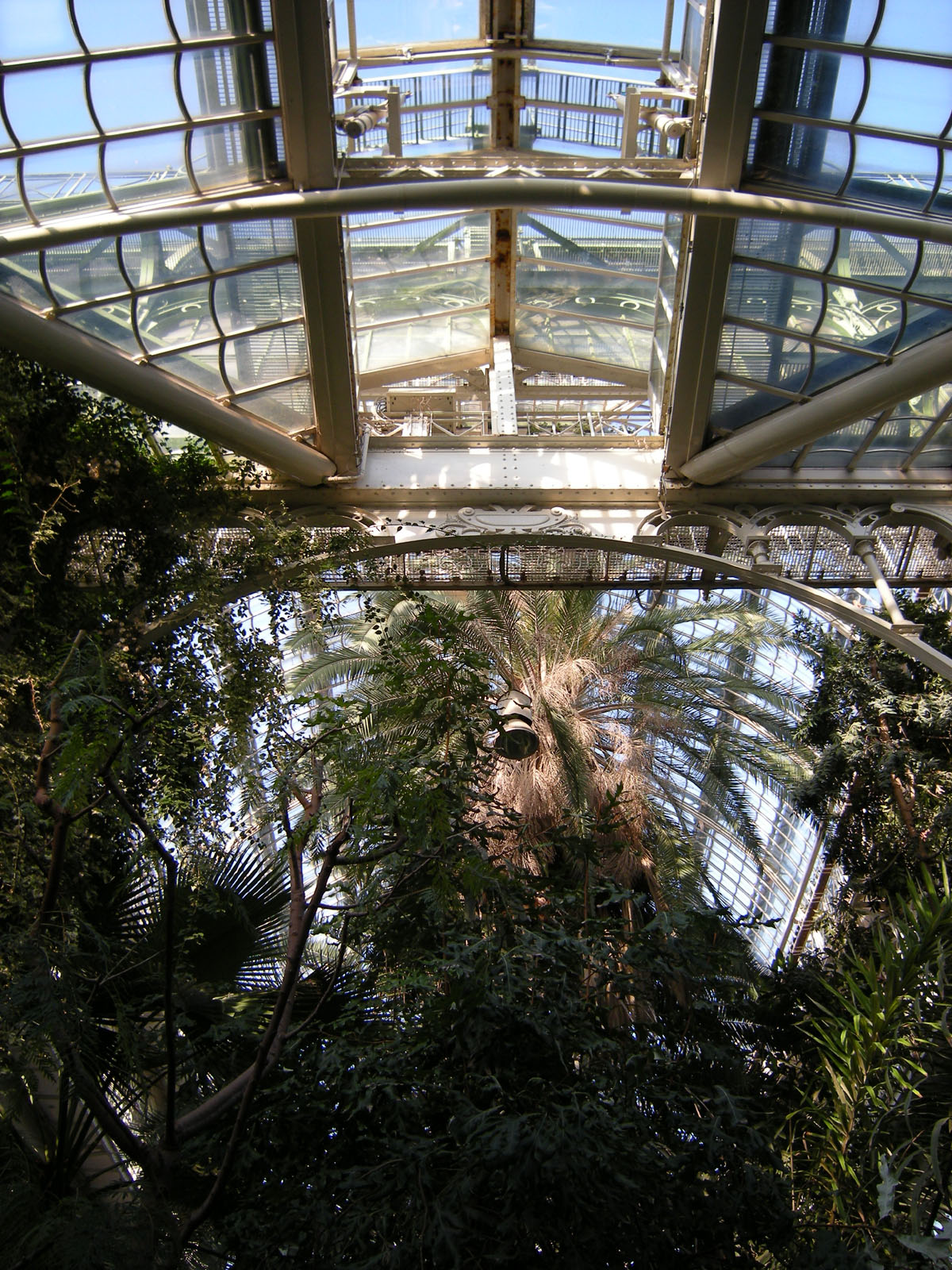
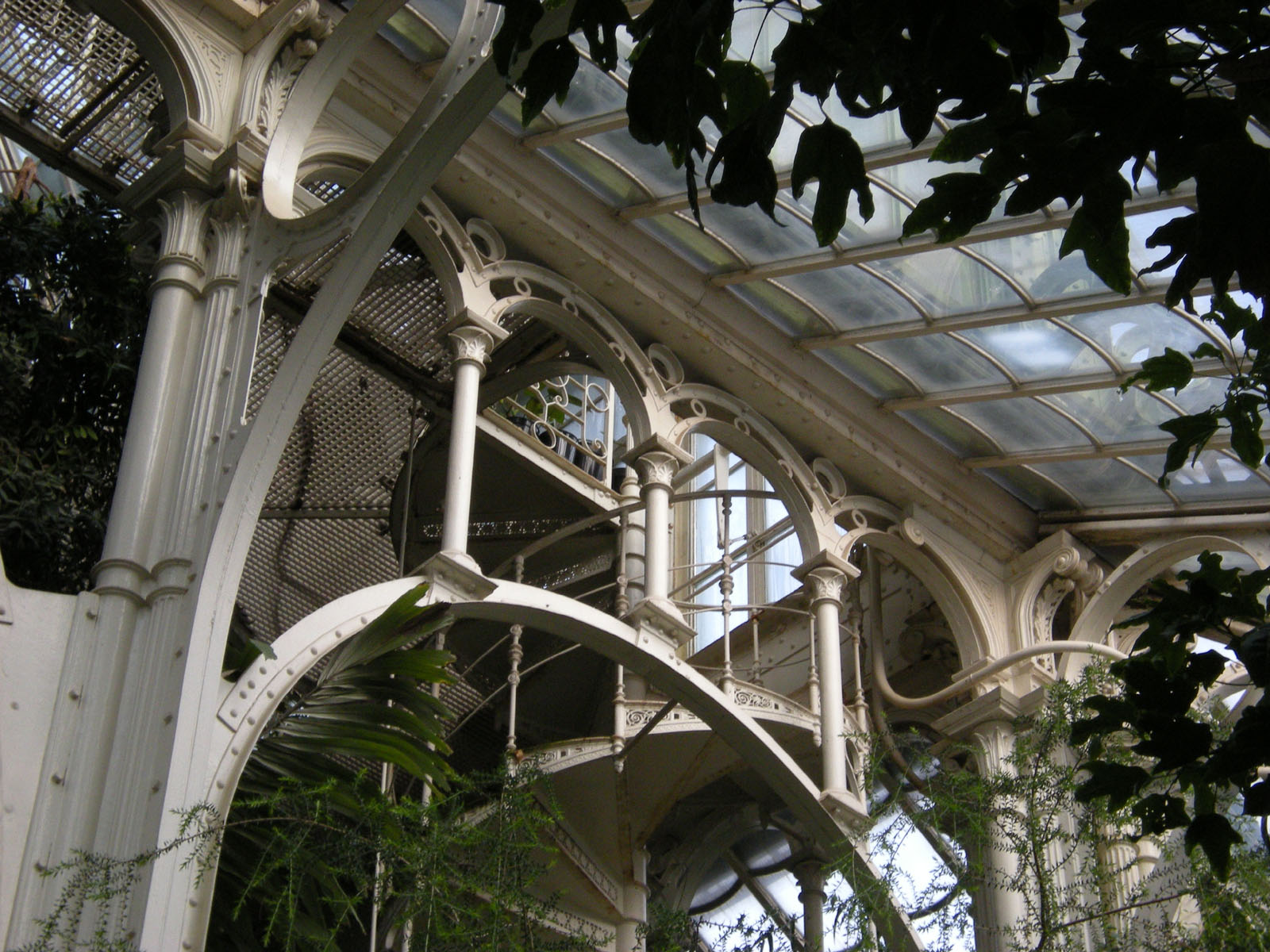
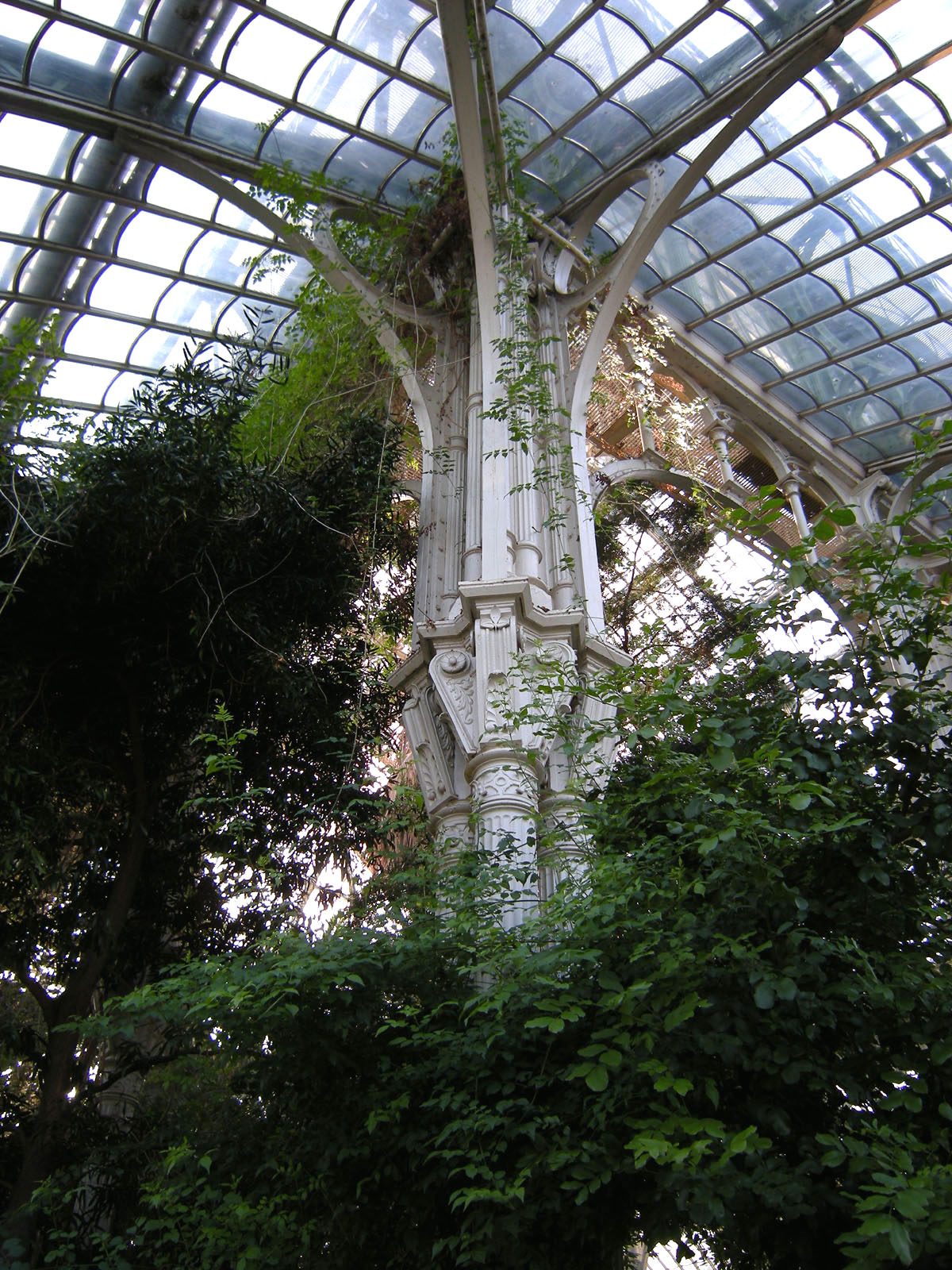
Columna ramificada de hierro fundido en forma de árbol
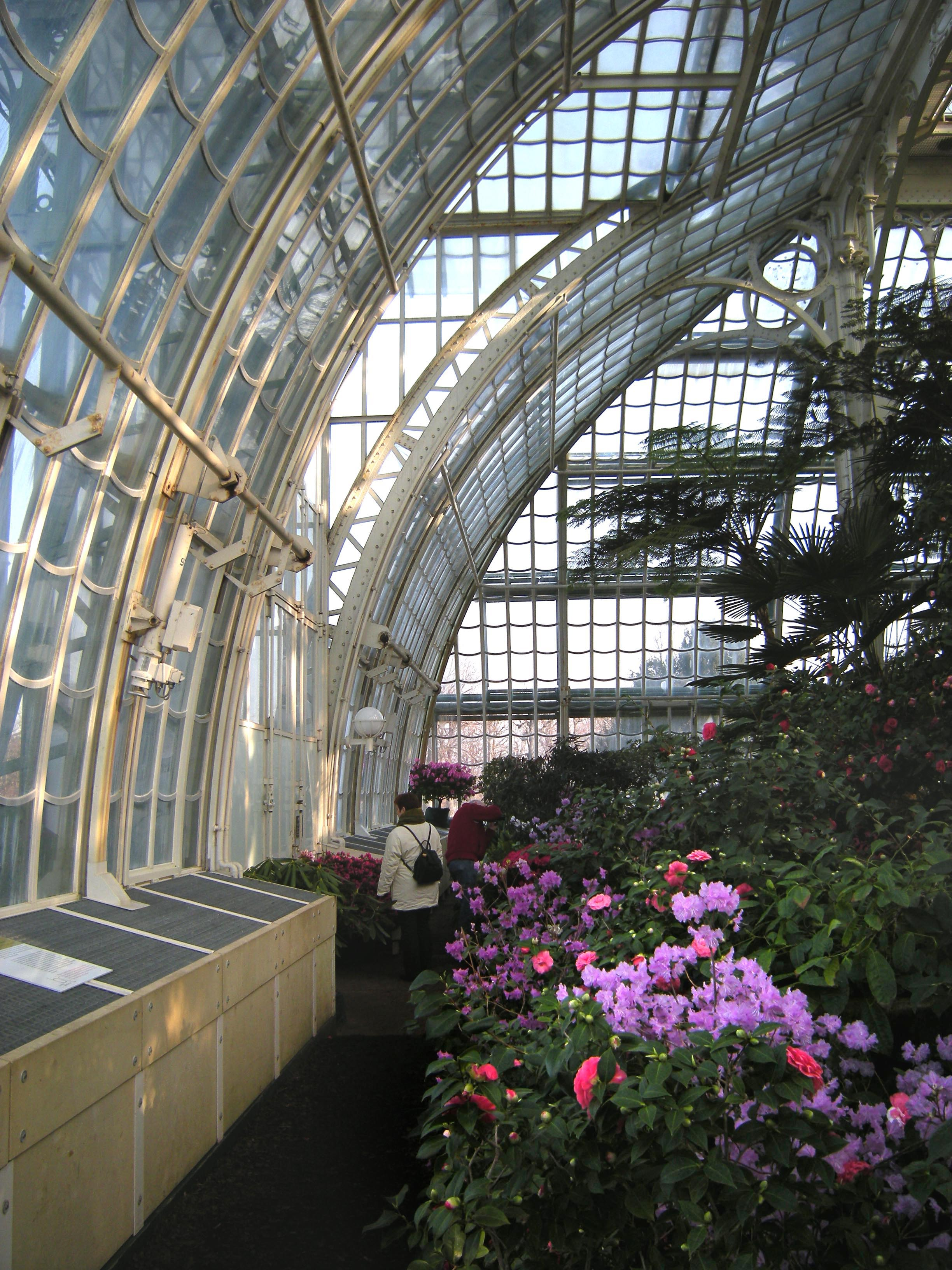
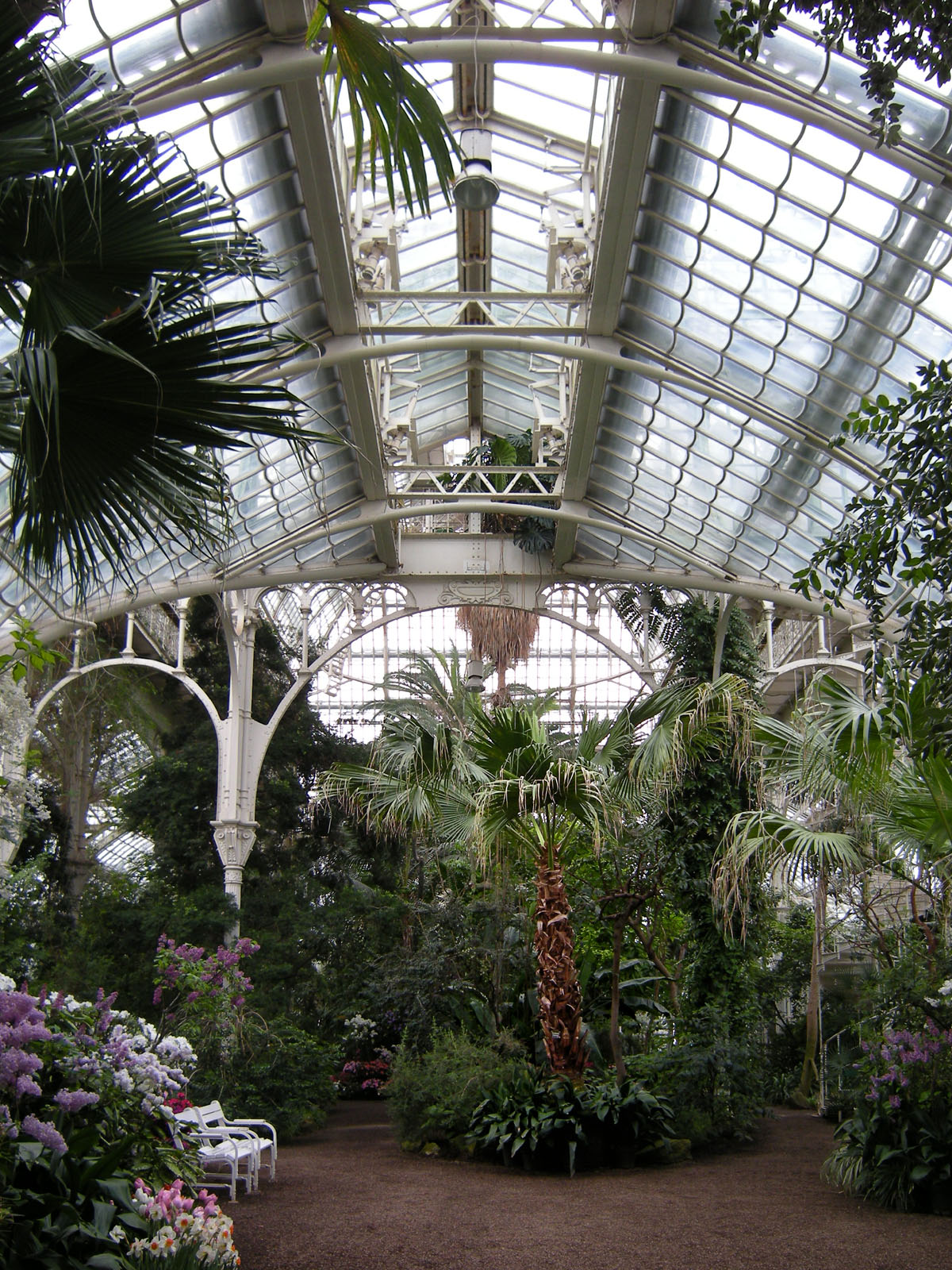
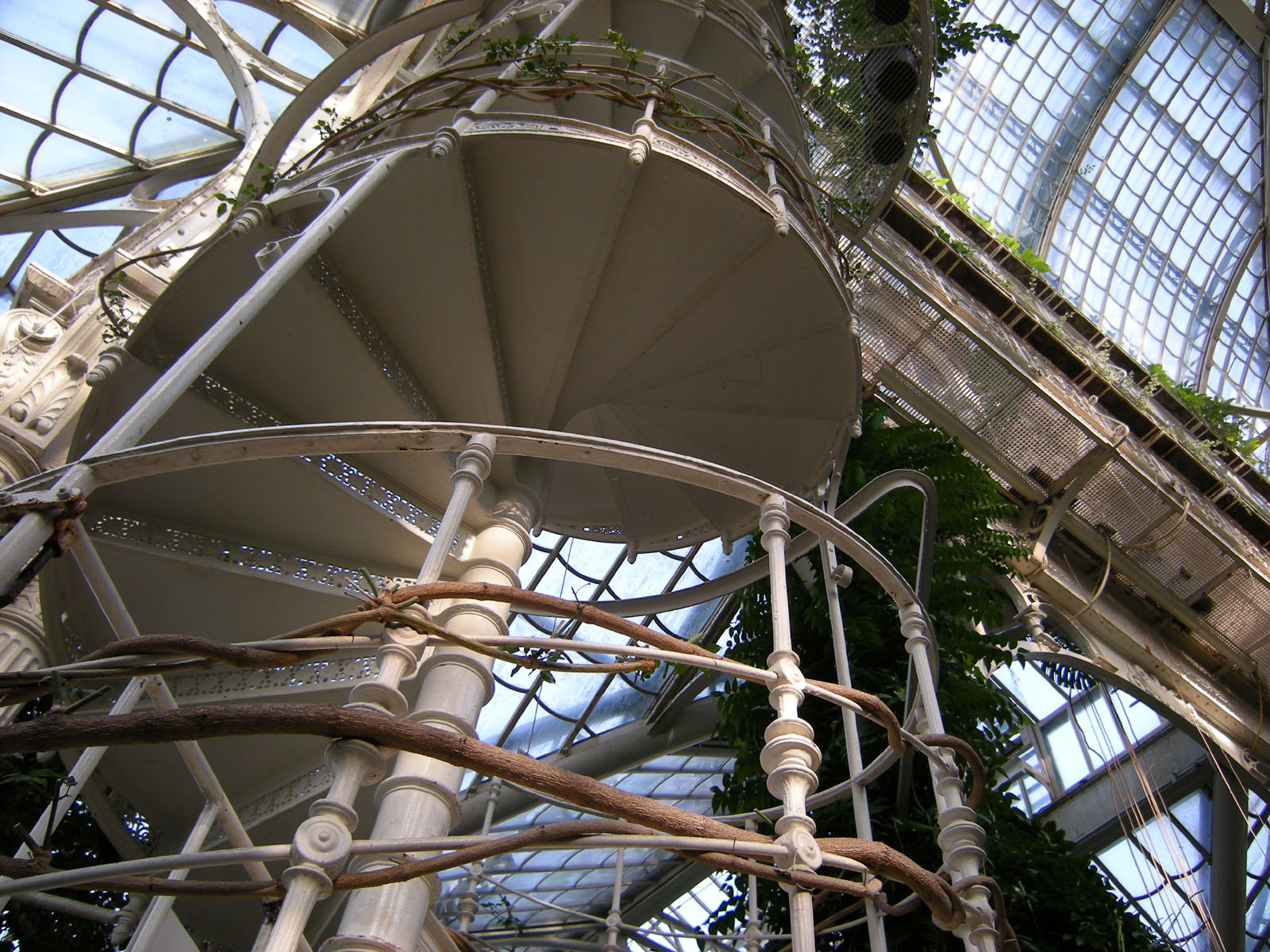
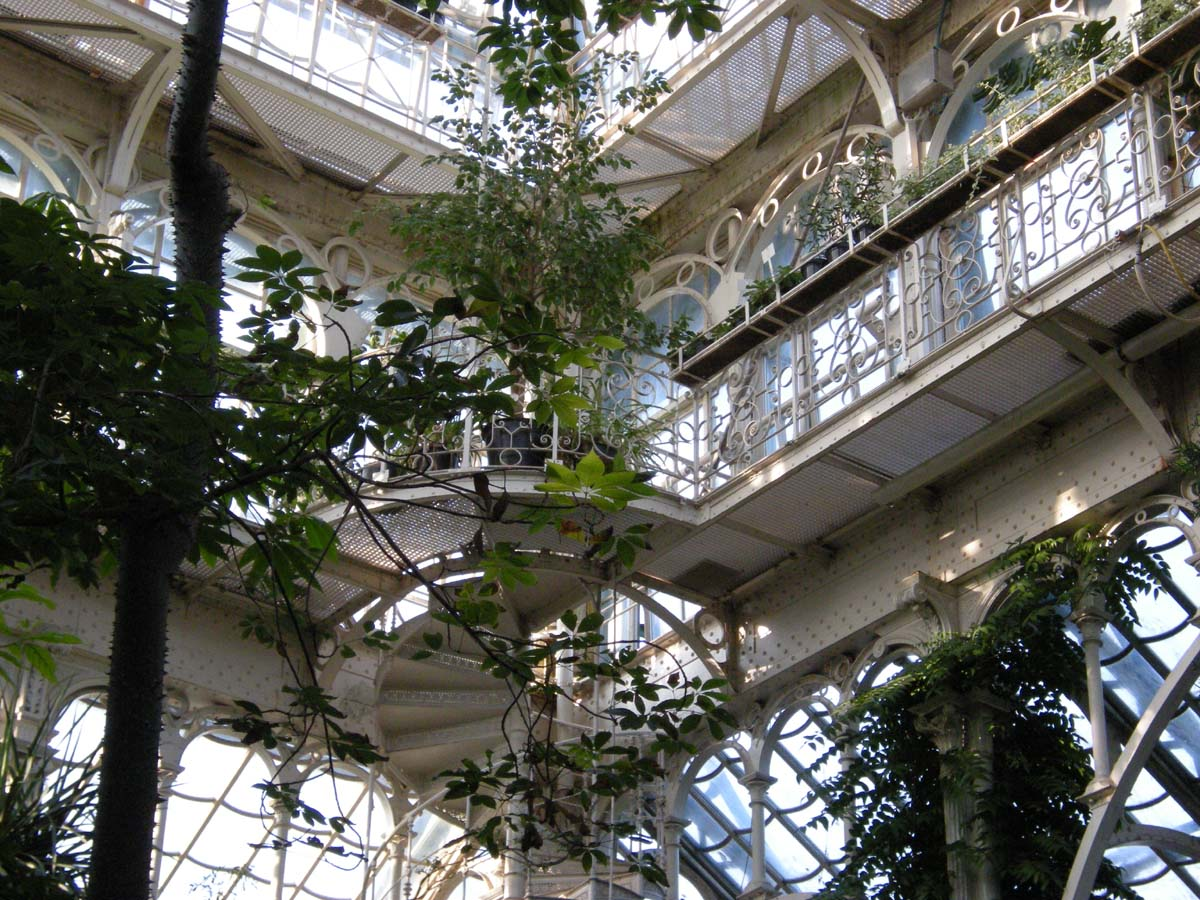

### Tecnología
En términos de calefacción, se conectó inicialmente al sistema de calefacción del zoológico de Schönbrunn, pero esto también podría generar problemas porque las temperaturas más altas, como las que a menudo se requieren para los recintos, sobrecalentaron la Casa de las Palmeras en detrimento de las plantas. En 1904, al mismo tiempo que la casa del reloj de sol, se construyó una sala de calderas separada, cuyos gases de escape eran llevados directamente a la casa de palmeras por el viento predominante del oeste en Viena. Se asignaron cadetes de la Armada de Austria para limpiar los cristales muy sucios y también para dar sombra (es decir, para trabajar a grandes alturas).
En el transcurso de la gran restauración de 1986 a 1990, se tuvieron en cuenta, en la medida de lo posible, los deseos de los jardineros.
- El sombreado se hace ahora con sólo pulsar un botón (antes se hacía a mano extendiendo alfombras).
- Se creó una zona de sótano bajo la sección central para los servicios del edificio, , donde también hay de tratamiento de agua. El agua de lluvia del techo de cristal se recoge en dos cisternas (120.000 litros cada una) y se utiliza para el riego. En caso contrario, se utiliza agua potable .
- Se instaló un sistema de nebulización para controlar la humedad.
- A las plantas que son particularmente sensibles, como la palma de coco, rse les ha proporcionado una calefacción vegetal adicional (similar a la calefacción por suelo radiante ) para que sus raíces plantadas libremente en el suelo estén protegidas del frío del invierno.

## Plantas espectaculares
- La planta más antigua de la casa es un olivo con una edad estimada de 350 años, que fue presentado por España en el Salón Internacional del Jardín de Viena en 1974 y posteriormente donado a los Jardines Federales como regalo.
- Una rareza, que rara vez se cultiva fuera de Australia, es el "fósil viviente" Wollemia nobilis, descubierto en 1994. La planta austriaca, que el jardín botánico de la Universidad de Viena recibió en 2004 con motivo de su 250 aniversario, fue la primera donada en el extranjero. Esta en préstamo permanente a Palmenhaus desde 2005.
- La casa también tiene una palmera de Seychelles, que fue cultivada a partir de una de las nueces que la República de Seychelles regaló por la reapertura en 1990. La semilla tardó alrededor de nueve meses en germinar, y la palmera puede tardar entre 50 y 100 años en florecer por primera vez.
- En agosto de 2001, por primera vez en más de 40 años, un nenúfar de la especie Victoria regia, descubierto por el "austríaco Humboldt" Thaddäus Haenke, floreció en la casa de las palmeras. Se cultivó a partir de semillas proporcionadas por el Jardín Botánico de Munich . Más de 1.600 visitantes llegaron por la noche para ver la apertura de flores, que solo tiene lugar durante dos noches. Sin embargo, la conocida decoloración púrpura durante el desvanecimiento (es decir, en la segunda noche) no apareció.[6] Hasta ahora, nunca ha sido posible obtener una V. regia perenne durante el invierno en la casa de palmeras, ya que su necesidad de luz no puede satisfacerse con un esfuerzo razonable. Por lo tanto, la especie debe volver a cultivarse cada año y no se devuelve al tanque de nenúfares hasta principios del verano.

- Tradicionalmente, la palmera más grande se coloca en el centro del edificio o, para ser más precisos, la palmera más grande solía colocarse allí . Su crecimiento se convierte en un problema en cuanto amenazan con alcanzar el techo de cristal. En 1909, palmera María-Teresa[7] llegó a este tamaño por primera vez. Durante un tiempo, fue tirado en ángulo por cables de acero, pero finalmente tuvo que ser cortado. LLa posibilidad de elevar la estructura, ya catalogada, con el permiso personal del Emperador, también quedó descartada por razones de coste. con 18 En febrero de 2008, uno de sus sucesores corrió la misma suerte, a saber, la palma de Sisi, posiblemente de 170 años. [8] Aunque originalmente se plantó en un barril de madera, lo atravesó y luego se enraizó tan profundamente en el suelo que ya no se pudo transportar durante la renovación general. En 2007, su parte superior alcanzó la linterna de la casa de cristal.[9]

8.

Una Livistonia chinensis fue de nuevo elegida para sucederla. La planta de tina de aproximadamente 50 años de edad, procedente de las existencias de los Jardines Federales, fue bautizada como "Palmera Mirna" en honor a la nadadora Mirna Jukić y plantada el 22. de abril de 2008.
- La colección de azaleas, con varios ejemplares de más de cien años, y la de helechos arborescentes son también dignas de mención. .

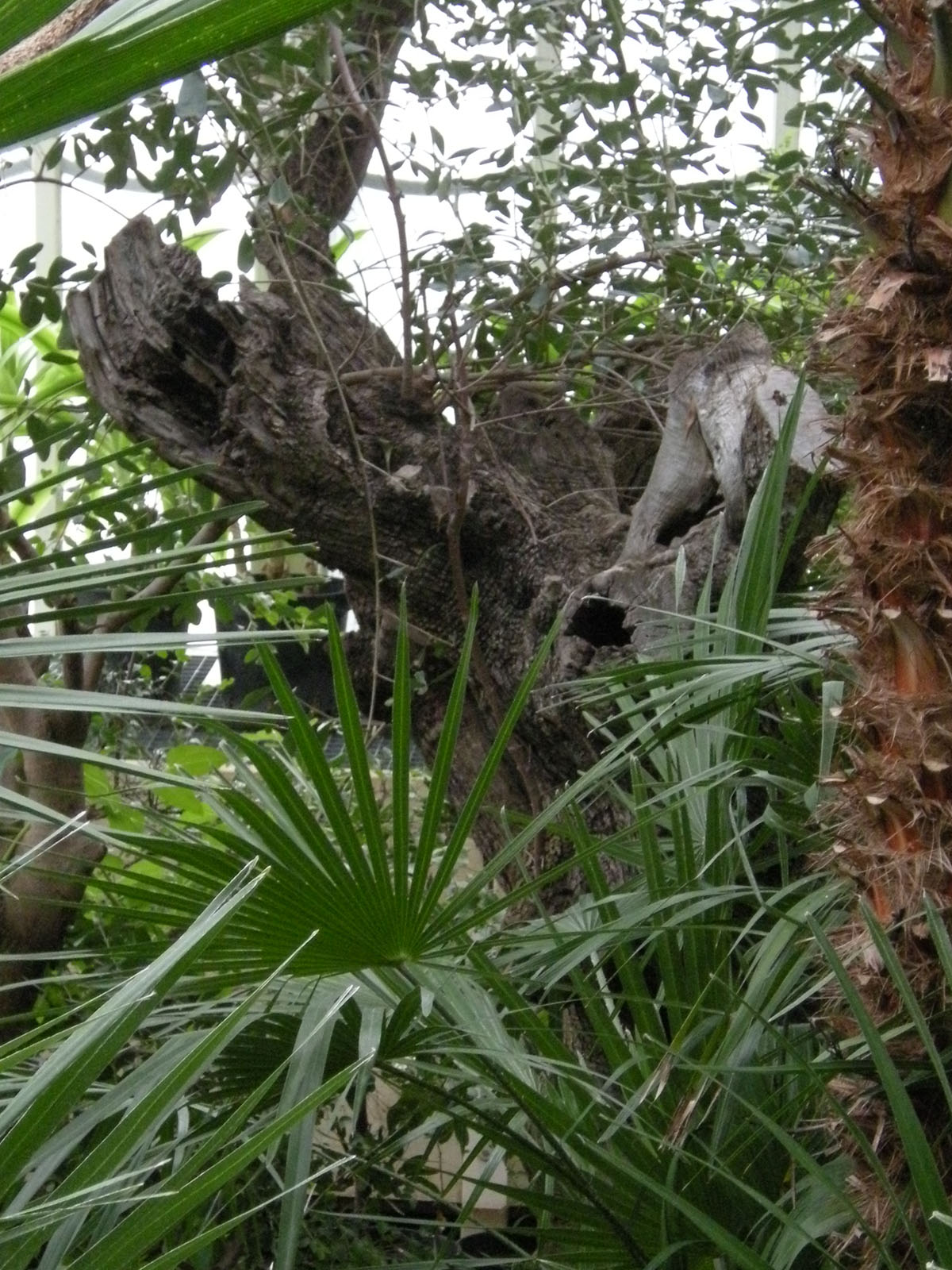
Der rund 350-jährige Ölbaum.
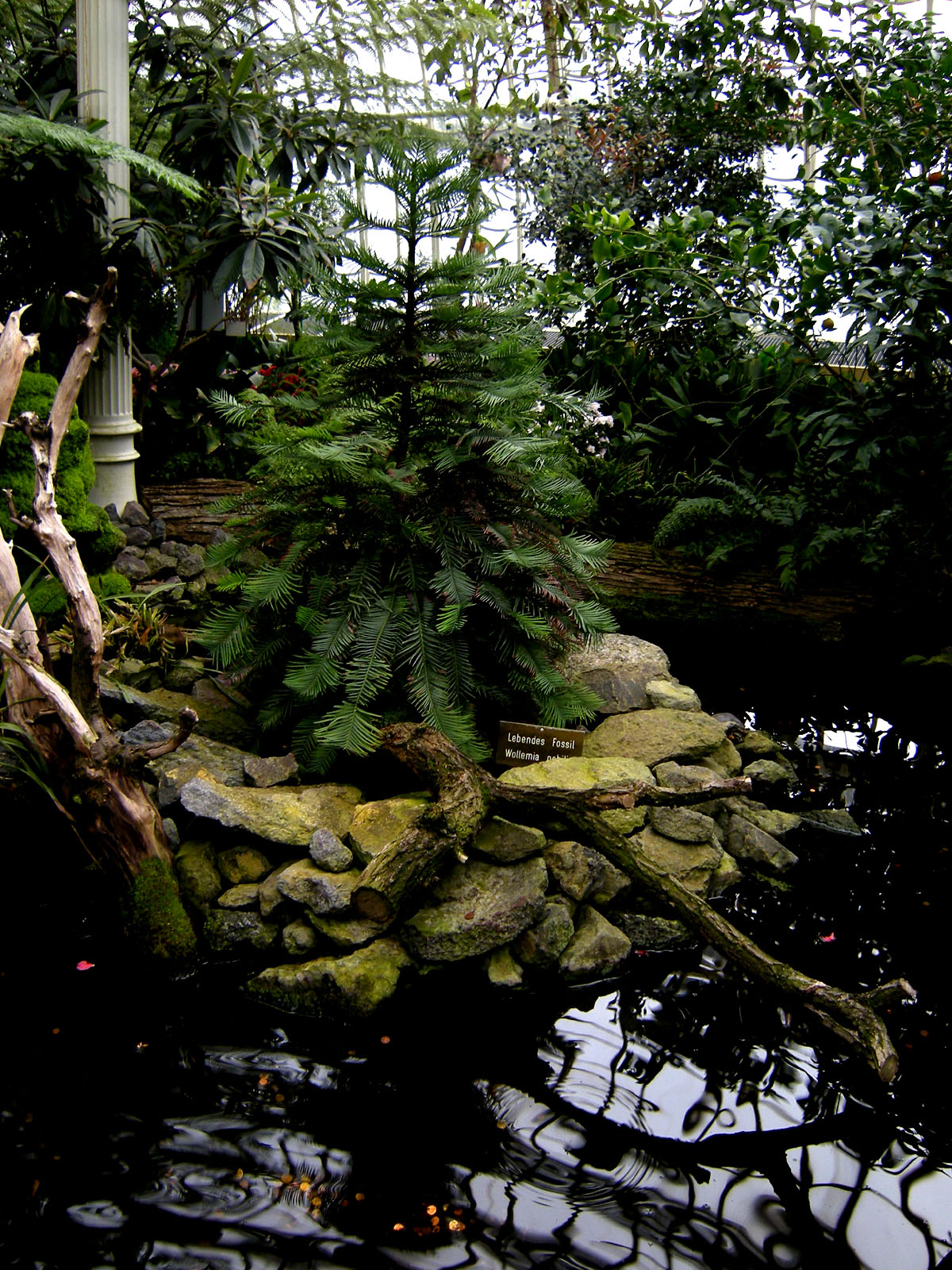
Wollemia nobilis, ein lebendes Fossil.
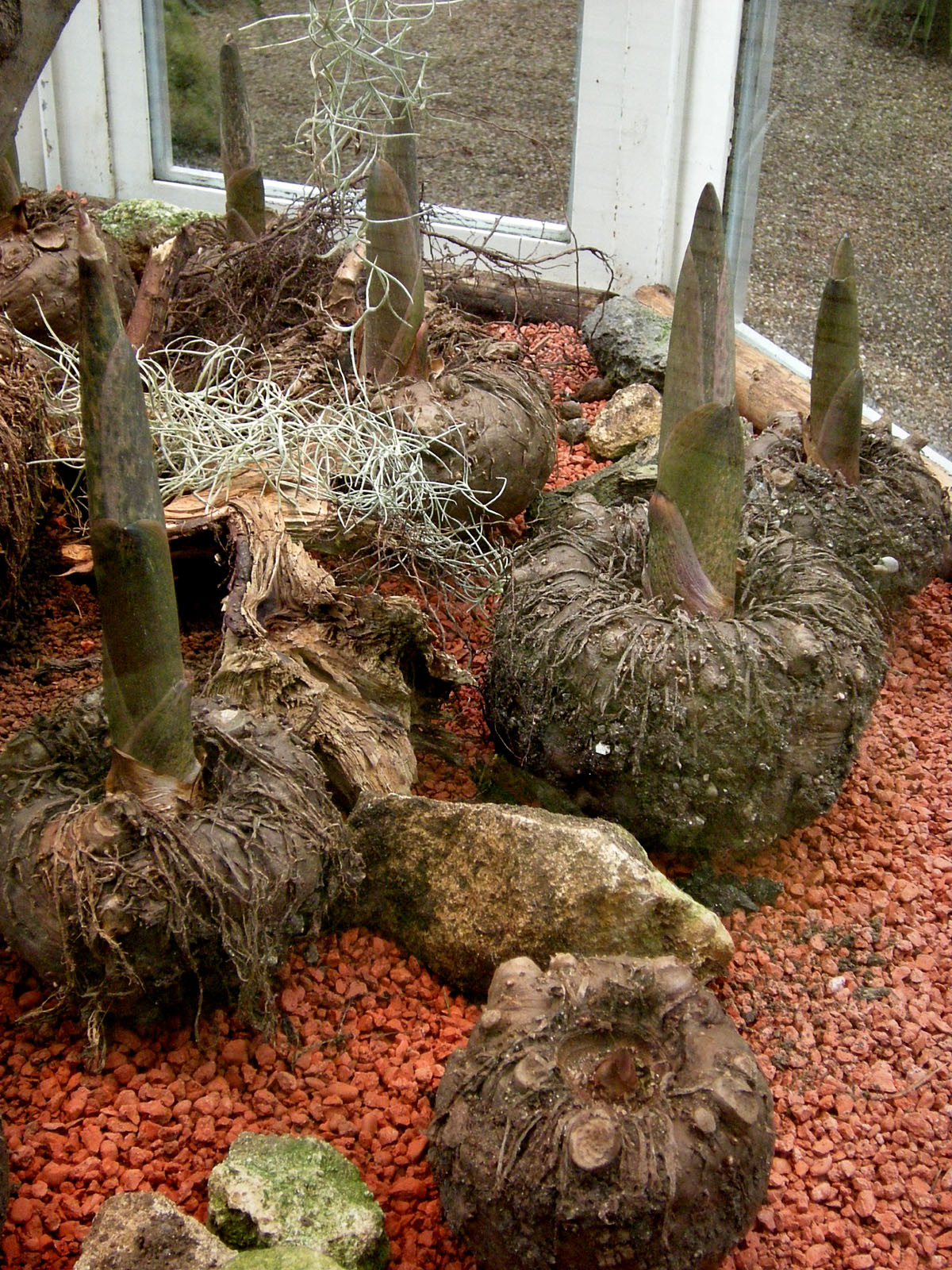
Amorphophallus konjac (Teufelszunge).
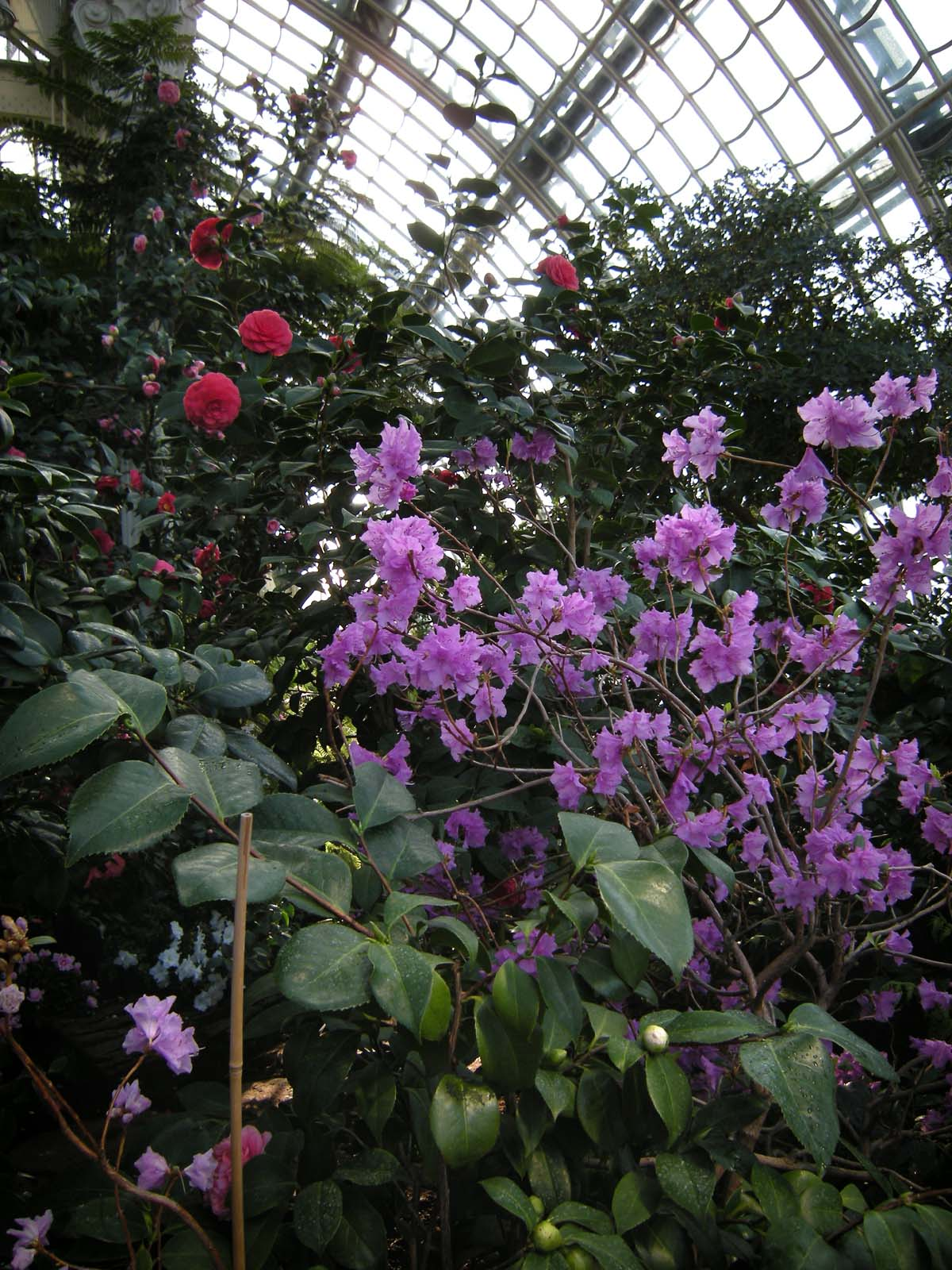
Rhododendren und Kamelien im 'Kalthaus'.
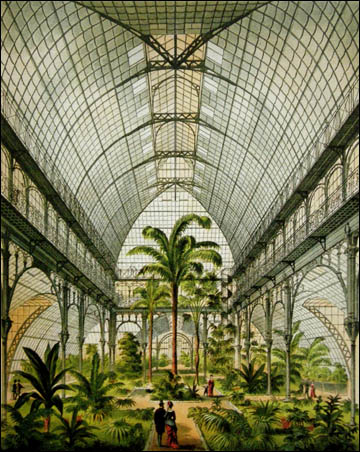
palmera María-Teresa, 1883
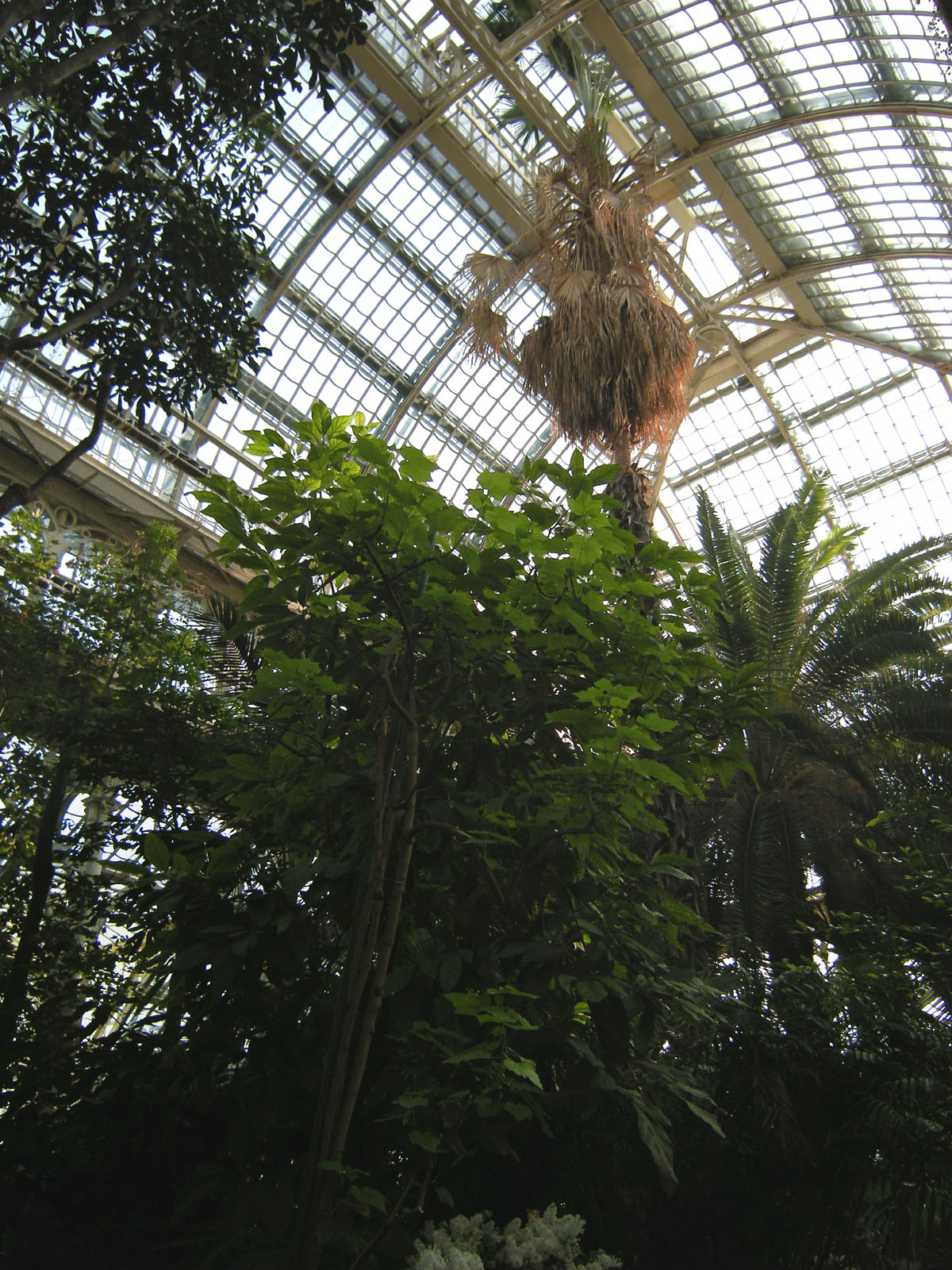
Palmera Sisi
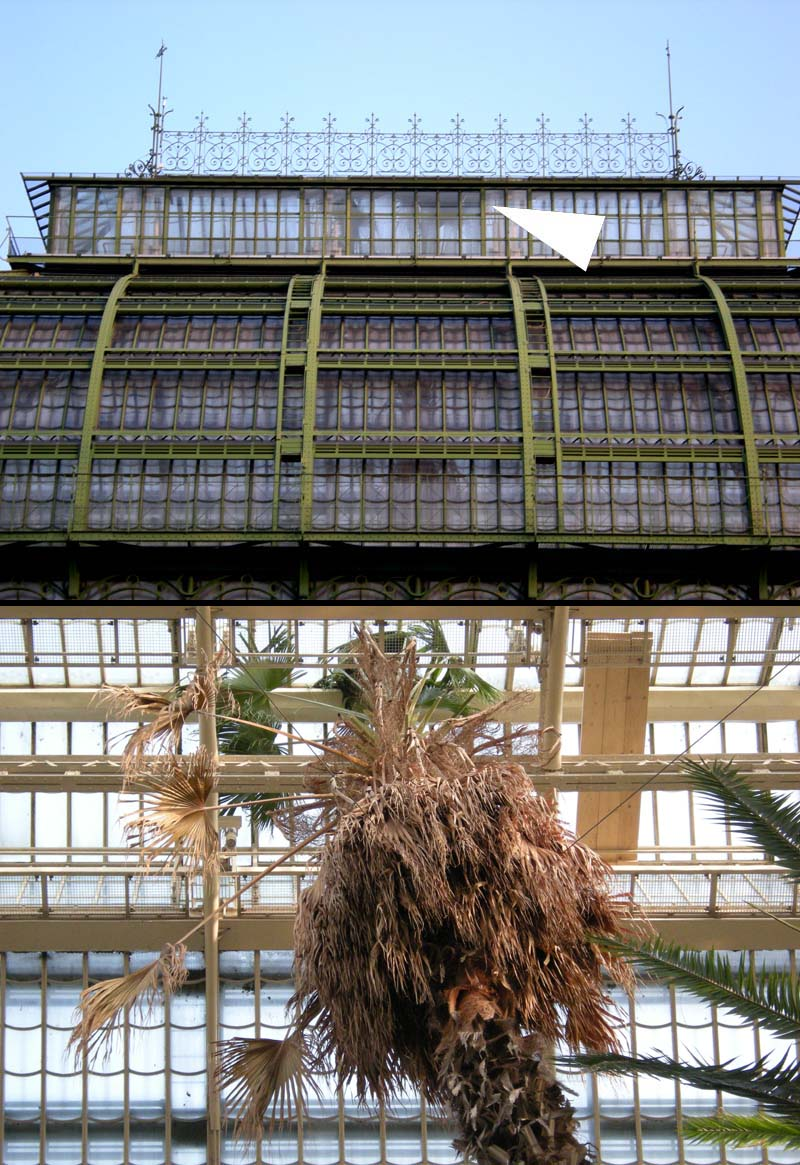
palmera Sisi
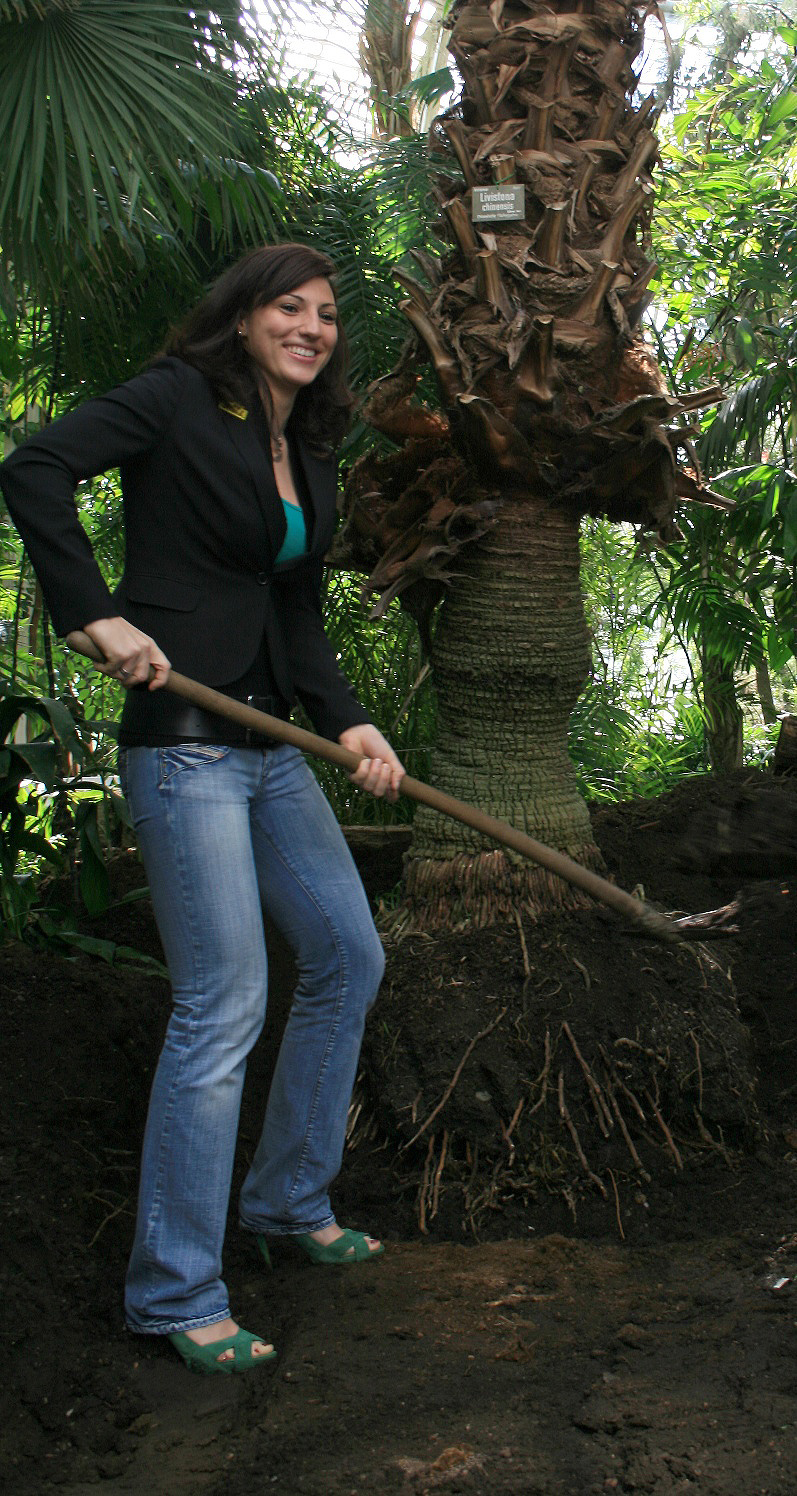
Mirna Jukić plantando su palmera homónima